# Elieser Kaila
Elieser Kaila (Pirkkala, 29 de outubro de 1885 – Korpilahti, 7 de setembro de 1938) foi um professor finlandês que serviu como ministro da Justiça no terceiro governo de Kyösti Kallio.
Formado em direito, trabalhou como professor de jurisprudência, direito internacional e direito romano na Universidade de Helsinque entre 1925 e 1938. Também presidiu a Associação de Cultura e Identidade Finlandesa em 1929.